# فرانك غيرنسي (تنس)
فرانك غيرنسي (بالإنجليزية: Frank Guernsey)‏ مواليد 19 يناير 1917 في أورلاندو - الوفاة 20 مارس 2008 في تكساس، الولايات المتحدة، كان لاعب كرة مضرب أمريكي. وصل إلى نهائي البطولة الوطنية الأمريكية سنة 1946.

## النهائيات

### الزوجي

#### الوصافة (1)
| السنة | الدورة                    | الشريك           | المنافس                 | النتيجة                   |
| 1946  | البطولة الوطنية الأمريكية | دون ماكنيل (تنس) | جاردنر مولوي بيل تالبرت | 6–3, 4–6, 6–2, 3–6, 18–20 |